# Bödeli
Bödeli és una part de terra entre Llac Thun i Llac Brienz en el Bernese Oberland de Suïssa. El llac Thun i el llac Brienz no estaven separats a l'última edat de gel. Els rius Lütschine, del sud, i el Lombach, del nord, van arrossegar sediments que van causar una partició a través del mil·lenni. Ara el llac Brienz té un nivell d'aigua aproximat d'uns 2 metres més alt que el llac Thun i el riu Aare que flueix d'un llac a l'altre a través del Bödeli.
El Bödeli està situat entre els pobles i ciutats de Unterseen, Interlaken i Matten, els quals formen una àrea de població tancada, i a la frontera del sud són els pobles de Wilderswil i Bönigen.

## Bödelibahn
Entre 1870 i 1874 el Bödeli Ferrocarril (Bödelibahn) va ser construït per enllaçar el moll de vapor a Därligen al llac Thun amb el moll a Bönigen damunt Llac Brienz. L'empresa de ferrocarril va idear de manera enginyosa la ruta per travessar l'Aare dues vegades, sense la necessitat d'oferir habitacions inferiors per a l'enviament, cosa que impedia la competència.